# Nikolaj Zabolotski

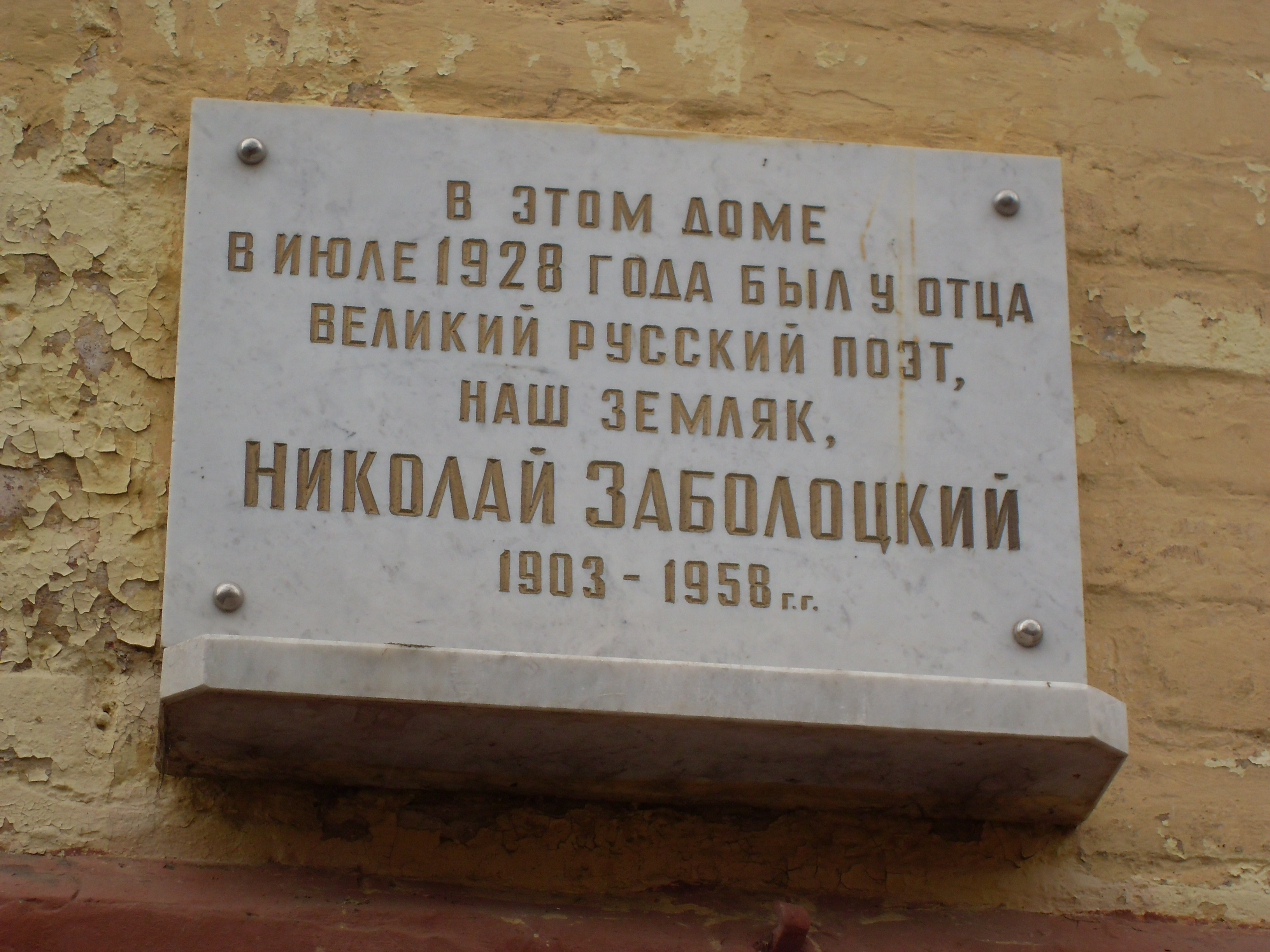
Gedenkplaatvoor Zabolotski in Kirov

Nikolaj Aleksejevitsj Zabolotski (Russisch: Николай Алексеевич Заболоцкий) (Kazan, 7 mei 1903 – Moskou, 14 oktober 1958) was een Russisch schrijver, dichter en vertaler.

## Leven en werk
Zabolotski werd geboren nabij Kazan en trok op zijn twintigste naar Moskou om medicijnen en filologie te studeren; een jaar later switchte hij naar een studie pedagogie in Sint-Petersburg.
In die periode, begin jaren twintig, begon Zabolotski ook met het schrijven van gedichten, aanvankelijk onder invloed van futuristen zoals Vladimir Majakovski Velimir Chlebnikov en Sergej Jesenin, alsook van de schilders Pavel Filonov en Marc Chagall.
In 1928 richtte Zabolotski de literaire avant-garde groep OBERIU op (Vereniging van reële kunst), samen met Daniil Charms en Alexander Vvedensky. Zabolotski was de belangrijkste scribent van hun Manifest Oberiu (1928), waarin ze zich afzetten tegen de logica in de kunst, hetgeen ze vervingen door "natuurlijk denken" (denken in associaties, zoals kinderen dat doen). Alhoewel ze het woord niet gebruikten pleitten ze voor absurde kunst.
Zabolotski publiceerde in 1929 een aantal surrealistische gedichten (Kolommen), die door de RAPP heftig werden bekritiseerd. Zijn tweede bundel Gedichten (1932) mocht niet verschijnen, zijn versepos De triomf van de landbouw (1933) werd uit de roulatie genomen. Daarna werd hij lid van de schrijversbond en deed concessies aan de Sovjet-lijn. In zijn Tweede boek (1937) is nog maar weinig over van zijn vroegere bizarre, surrealistische wereld. Zijn groteske gedichten over de grote stad hebben plaatsgemaakt voor natuurgedichten.
In 1938 verdween Zabolotski voor vijf jaar naar de Goelag, pas in 1946 mocht hij zich weer in Moskou vestigen. Uiteindelijk was hij de enige van de OBERIU-leden die de Jozef Stalin-tijd overleefden. In de laatste periode van zijn leven werkte Zabolotski vooral als vertaler en herdichtte hij onder meer het Igorlied. Hij stierf in 1958 aan een hartaanval.

## Fragment uit het gedichtDe Ivanovs
Zal ik dan heus een plekje vinden,

Waar ik zal zijn met mijn beminde,

Met stoelen keurig op een rij,

Een dure divan staat erbij,

Een boordevolle uitstalkast

En tafellinnen van damast,

Waarop een hoge samovar

Snort als een knusse generaal?
O wereld, rol je in elkaar

En wordt één opgebroken straat,

Eén huis in haveloze staat,

Eén smerig kot, een muizenhol,

Maar houdt de wapenen paraat,

Want Ivanov omarmt een snol.
(vertaling Peter Zeeman)